# Antonina Czeżowska
Antonina Czeżowska z domu Packiewicz (ur. 27 czerwca 1906) – polska Sprawiedliwa Wśród Narodów Świata, podczas okupacji niemieckiej uratowała 12 Żydów w Wilnie i Hryhorowiczach.

## Życiorys
Antonina mieszkała z mężem Tadeuszem Czeżowskim i córką Teresą w Wilnie. Tadeusz był profesorem Uniwersytetu Stefana Batorego sprzeciwiającym się  zasadzie numerus clausus oraz antysemickim burdom wzniecanym na uczelni przez endeków. Antonina Czeżowska aktywnie udzielała pomocy Żydom prześladowanym podczas okupacji niemieckiej. Ukrywała ich w swoim mieszkaniu, zapewniała podstawowe dobra, a także podrobione dokumenty. Oprócz tego, znajdowała im schronienie oraz nielegalnie organizowała ich transport. 
16 kwietnia 1963 r. Antonina Czeżowska wraz z mężem Tadeuszem i córką Teresą zostali uhonorowani tytułem Sprawiedliwych wśród Narodów Świata. Drzewo poświęcone ich pamięci zostało posadzone w Ogrodzie Sprawiedliwych wśród Narodów Świata.